# روبرت جلان
روبرت جلان (بالإنجليزية: Robert Glen)‏ (16 يناير 1875 في المملكة المتحدة - ) هو مدرب كرة قدم ولاعب كرة قدم بريطاني (وحمل سابقاً جنسية المملكة المتحدة لبريطانيا العظمى وأيرلندا) في مركز الدفاع. شارك مع منتخب اسكتلندا لكرة القدم. أما مع النوادي، فقد لعب مع شيفيلد وينزداي ونادي رينجرز ونادي هيبرنيان وRenton F.C. ‏ ورابطة كرة القدم الاسكتلندية الحادية عشر ‏.

## وصلات خارجية
- روبرت جلان على موقع الاتحاد الإسكتلندي (الإنجليزية)
- روبرت جلان على موقع قاعدة بيانات كرة القدم.إي يو (الإنجليزية)